# Popeye (videogioco 1990)
Popeye (ポパイ?) è un videogioco d'azione basato sul famoso personaggio di Braccio di Ferro, distribuito per Game Boy nel 1990 esclusivamente in Giappone. Nonostante condivida lo stesso titolo col videogioco arcade del 1982 e per computer del 1985, non si tratta di un remake, ma di un titolo completamente differente. Nel 1991 è stato prodotto un sequel, Popeye 2.

## Modalità di gioco
Il gioco comprende 15 livelli in tutto, ognuno dei quali diviso in un labirinto. Il giocatore controlla Braccio di Ferro e deve trovare dei cuori disseminati in un labirinto entro il tempo limite. Trovati tutti, da qualche parte nel labirinto apparirà Olivia, che dovrà essere salvata, e dopo di lei anche Pisellino. Bluto si aggira per il labirinto, e se tocca Braccio di Ferro comincerà uno scontro tra i due. Lo scontro può essere vinto, ma intraprenderlo farà perdere al giocatore molto tempo. Bluto può anche rubare i cuori precedentemente ottenuti, che riappariranno nel labirinto e andranno raccolti nuovamente. Anche Poldo si aggira per il labirinto, e può lasciar cadere dei grossi hamburger lungo la strada, impedendo a Braccio di Ferro di proseguire. Completato il gioco, Braccio di Ferro e Olivia si sposano di fronte ad una piccola cappella.
Nella modalità due giocatori (collegando due Game Boy con il link cable), il secondo giocatore controlla Bluto.